# 北京京西学校
北京京西学校 (英語表記：Western Academy of Beijing) は、1994年に設立された私立学校で外国人子弟のための国際学校である。幼稚園から高校までの一貫教育を行っている。略称 WAB (ワブ)。現地の中国語表記では北京京西学校または京西学校。北京中央部の朝陽区にある。
1年生から5年生までは国際バカロレア (IB) の PYP、6年生から10年生（高校1年生）までは国際バカロレアの MYP、11年生（高校2年生）から12年生（高校3年生）は国際バカロレアの DP の各プログラムによる教育が受けられる。

## 設備

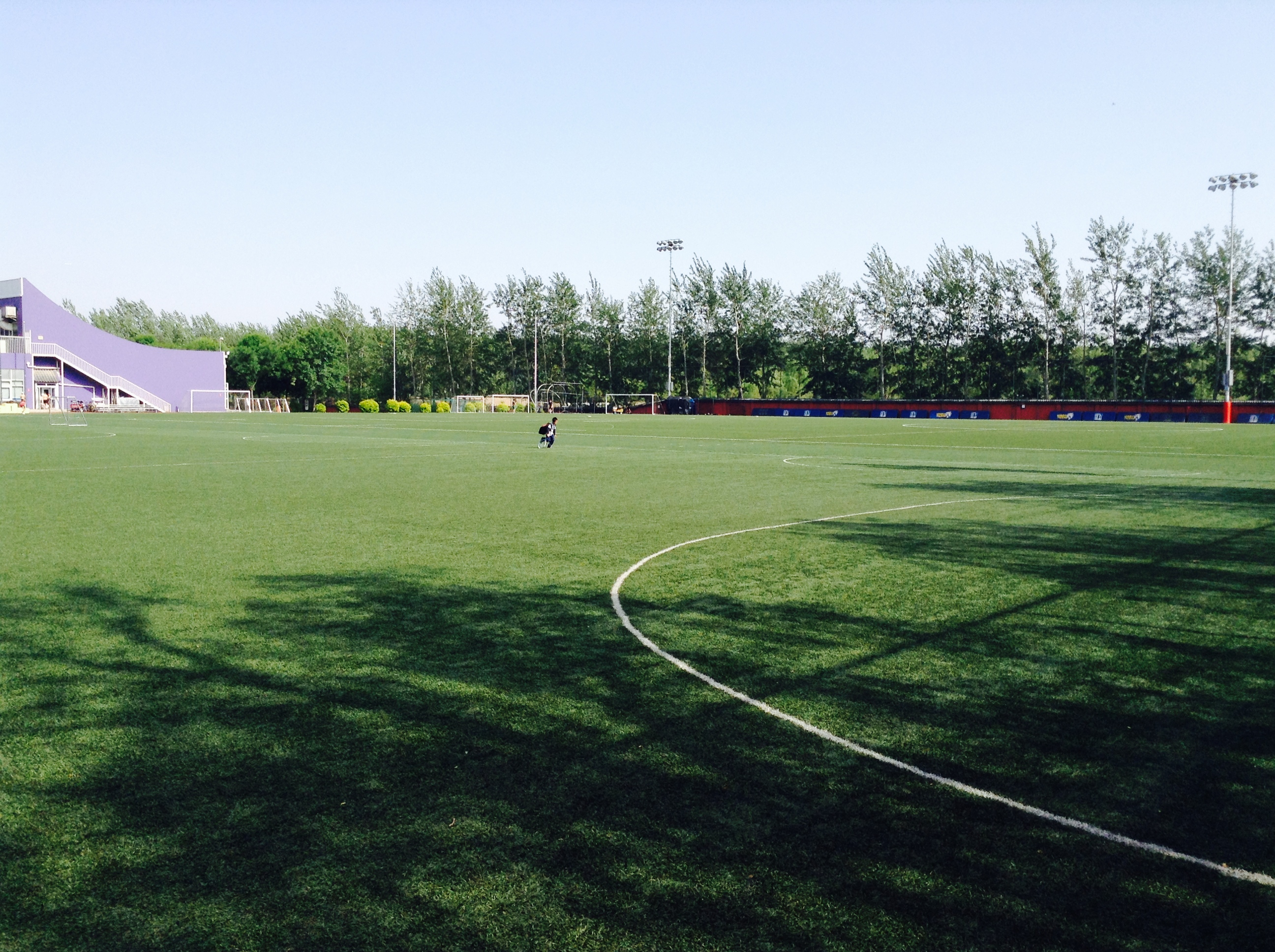
学校の運動場

幼稚園、小学校、中学校、高校がある。併設施設は3つあり、Sabrina Brandy Library、Red Scroll、the Green Sky Studio である。さらに『ハブ』と呼ばれる建物があり、ここでは中学生と高校生がスポーツを行ったり、美術系・技術系の活動をする。

## 校章
学校用とスポーツ試合用の校章がそれぞれある。スポーツ試合用の校章はデザインの募集と投票によって2014年3月に新たなデザインになった。